# Sommer-Paralympics 2008/Teilnehmer (Botswana)
| stlisierte Goldmedaille | stlisierte Silbermedaille | stlisierte Bronzemedaille |
| ----------------------- | ------------------------- | ------------------------- |
| —                       | —                         | —                         |

Botswana nahm mit dem Leichtathleten Tshotlego Morama an den Sommer-Paralympics 2008 im chinesischen Peking teil. Ein Medaillensieg Botswanas blieb jedoch aus.

## Teilnehmer nach Sportart

### Leichtathletik
Männer
- Tshotlego Morama